# Сребрни кључ
„Сребрни кључ” (енгл. The Silver Key) је приповетка америчког писца Хауарда Филипса Лавкрафта, написана 1926. и објављивана у јануару 1929. у часопису Weird Tales. Наставак је Сновите потраге за незнаним Кадатом, а прати је прича „Кроз капије сребрног кључа”, коју је Лавкрафт написао у сарадњи са Е. Хофманом Прајсом.

## Радња
Рандолф Картер открива, у тридесетој години, да је постепено „изгубио кључ од капије снова”. Картер је некада веровао да се живот не састоји ни од чега осим слика у сећањима, било да су из стварног живота или из снова. Он више воли своје романтичне ноћне снове о фантастичним местима и бићима од „просности живота”. Верује да његови снови откривају истине које недостају у човековим будним идејама, у вези са сврхом људи и универзума, међу којима је примарна истина лепоте како су је људи схватили и измислили у прошлим временима.
Међутим, како стари, открива да је његово свакодневно будно излагање „практичнијим”, научним идејама човека нарушило његову способност да сања као некада и натерало га да се, на жалост, све више и више придружи светским веровањима свакодневног, будног „стварног живота”. Али, још увек несигуран шта је истинитије, он покушава да утврди да ли су идеје будног човека супериорније у односу на његове снове, и том приликом пролази кроз неколико незадовољавајућих филозофских ставова. Обесхрабрен, на крају се повлачи са ове истраге и одлази у изолацију.
После неког времена, наговештај фантастичног поново улази у његове снове, иако још увек не може да сања о чудним градовима своје младости, остављајући га да жели још. Током једног од ових снова, његов давно преминули деда му говори о сребрном кључу на свом тавану, исписаним мистериозним арабескним симболима, који овај проналази и носи са собом свом дечачком дому у шуми североисточног Масачусетса, где улази у мистериозну пећину у којој се некада играо. Кључ му некако омогућава да се врати у детињство као десетогодишњи дечак, а његово одрасло ја нестаје из његовог уобичајеног времена.
Прича затим говори како су Картерови рођаци приметили, почевши од његове десете године, да је некако стекао способност да сагледа догађаје у својој будућности. Приповедач приче затим наводи да очекује да ће ускоро срести Картера, у једном од својих снова, „у извесном граду снова који смо обојица прогањали”, где ће владати као нови краљ, где би приповедач могао да погледа Картеров кључ, за чије симболе се нада да ће му открити мистерије космоса.

## Инспирација
Сматра се да је „Сребрни кључ” делимично инспирисан Лавкрафтовом посетом Фостеру, на Роуд Ајланду, где су живели његови преци по мајци. Чини се да лик Бенајџе Корија из приче комбинује имена Еме Кори Филипс, једне од Лавкрафтових рођака, и Бенајџе Плејса, фармера који је живео преко пута куће у којој је Лавкрафт одсео.
Картерова потрага за смислом кроз низ филозофских и естетских приступа можда је била инспирисана романом Насупрот Жоржа-Шарла Уисманса, чији главни лик предузима сличан подухват.

## Повезана дела
„Сребрни кључ” алудира на друге Лавкрафтове приче у којима се појављује Рандолф Картер, омогућавајући читаоцу да постави ове приче хронолошким редом: прво Сновита потрага за незнаним Кадатом, затим „Изјава Рандолфа Картера”, па „Неизрециво”. „Сребрни кључ” и „Кроз капије сребрног кључа” постављени су на крају овог низа.
Енциклопедија Х. Ф. Лавкрафта упоређује „Сребрни кључ” са Лавкрафтовом раном причом „Гробница”, чији приповедач, Џервас Дадли, такође „открива на свом тавану физички кључ који му омогућава да откључа тајне прошлости”.

## Пријем
Фарнсворт Рајт, уредник часописа Weird Tales, одбио је „Сребрни кључ” када га је Лавкрафт послао средином 1927. године. Следеће године, међутим, Рајт је тражио да поново погледа причу и прихватио ју је. Касније је рекао Лавкрафту да се читаоцима прича „жестоко није свидела”.